# ストリン (ベラルーシ)
ストリン（ベラルーシ語: Столін）は、ベラルーシ・ブレスト州ストリン地区(ru)の市である。また、同地区の行政中心地である。
ハルィニ川沿いに位置し、ウクライナとの国境からは15キロメートルの位置にある。人口は2013年の時点で12,395人である。

## 姉妹都市
- スコピン（ロシア）
- Ikšķile(ru)（ラトビア）
- ズドルブニウ(ru)（ウクライナ）
- ホムベルク（ドイツ）